# Zaur Uguev
Zaur Rizvanovich Uguyev (født 27. marts 1995) er en russisk bryder, der konkurrerer i freestyle.
Han repræsenterede ROC ved sommer-OL 2020 i Tokyo , hvor han tog guld i 57 kg.